# Чемпионат Узбекистана по волейболу среди женщин
Чемпионат Узбекистана по волейболу среди женщин — ежегодное соревнование женских волейбольных команд Узбекистана. Проводится с сезона 1992/93.

## Формула соревнований
В чемпионате 2018/19 принимали участие 8 команд: СКУФ (Чирчик), НГПИ (Нукус), «Янгикурган», ДГПИ (Джизак), «Хорезм» (Ургенч), «Бухара», «Гулистан», СамГУ (Самарканд). Чемпионский титул выиграл чирчикский СКУФ. 

## Чемпионы
- 1993 СКИФ Ташкент
- 1994 СКИФ Ташкент
- 1995 СКИФ Ташкент
- 1996 СКИФ Ташкент
- 1997 СКИФ Ташкент
- 1998 СКИФ Ташкент
- 1999 СКИФ Ташкент
- 2000 СКИФ Ташкент
- 2001 СКИФ Ташкент
- 2002 СКИФ Ташкент
- 2003 «Ёг-мой» Фергана
- 2004 «Алгоритм» Ташкент
- 2005 «Тумарин»-СКИФ Ташкент
- 2006 «Тумарин»-СКИФ Ташкент
- 2007 СКИФ Ташкент
- 2008 СКИФ Ташкент
- 2009 СКИФ Ташкент
- 2010 СКИФ Ташкент
- 2011 СКИФ Ташкент
- 2012 СКИФ Ташкент
- 2013 СКИФ Ташкент
- 2014 СКИФ Ташкент
- 2015 СКИФ Ташкент
- 2016 СКИФ Ташкент
- 2017 НПИ Нукус
- 2018 СКИФ Чирчик
- 2019 СКУФ Чирчик

## Источник
- Информация, предоставленная генеральным секретарём Федерации волейбола Узбекистана Леонидом Айрапетянцем.